# Activisme contra el VIH/sida

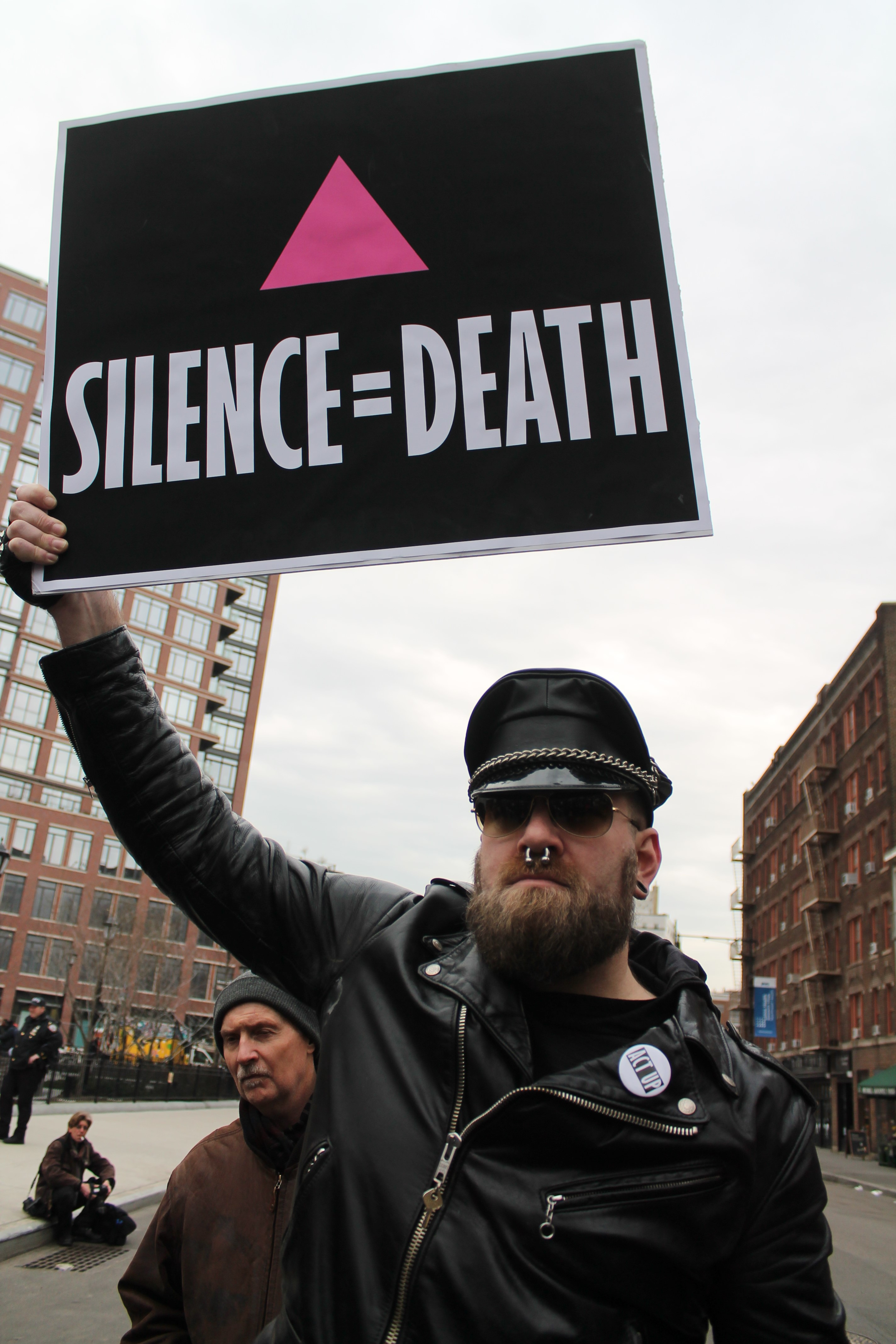
Un manifestant a Nova York el 2017 sosté un cartell de la campanya contra la sida Silenci = Mort.

L'activisme social i polític per crear consciència sobre el VIH/sida, igual que la recaptació de fons per finançar tractaments eficaços i cures per a les persones amb sida, són accions que s'han dut a terme a molts països del món des de la dècada del 1980. El fet que fos una malaltia que es va fer més evident en grups marginals de la societat va impulsar els moviments per aconseguir finançament, tractaments i la lluita contra la discriminació. Aquest conjunt d’accions depenien notablement de grups de treball de base que es van enfrontar directament a les organitzacions nacionals de salut pública (sovint controlades pels governs), però també amb els polítics, les companyies farmacèutiques i altres institucions
La inacció de l’administració de Ronald Reagan als Estats Units a principis dels anys vuitanta, l'homofòbia i la divulgació de mites i prejudicis sobre el VIH/SIDA va portar a un augment de la discriminació contra les persones amb VIH/SIDA, especialment durant el principi de la pandèmia. Moviments de protesta com ACT UP es van organitzar per lluitar pels drets de les persones malaltes i per arribar a la fi de la pandèmia. Alguns dels seus mètodes van ser la redacció d’articles, l’elaboració de cartells, l’organització de manifestacions, accions de desobediència civil, vigílies a la llum de les espelmes, fer-se els morts, però també altres propostes creatives d’acció directa com ara les petonejades col·lectives.

## Mètodes, organitzacions i infraestructures
Inicialment, l’activisme contra el VIH/SIDA als Estats Units i el Canadà va moure un número important de persones de les comunitats Gai i Lesbiana en general, això incloïa activistes que alhora eren pacients de la malaltia i lluitaven per la seva salut. A mesura que la pandèmia va anar avançant, els amics i familiars d’algunes persones afectades pel diagnòstic es van anar sumant a les accions de lluita juntament amb altres membres actius de la societat civil.
Els mètodes més coneguts de protesta contra la inacció en lluita contra el VIH/sida han inclòs l’ús de pancartes en aparicions de líders polítics o a les manifestacions de l’Orgull LGBTI, la distribució de fulletons, creacions artístiques, actes de desobediència civil, el penjament d’efígies de líders polítics, accions de fer-se els morts i assegudes

### Pancartes

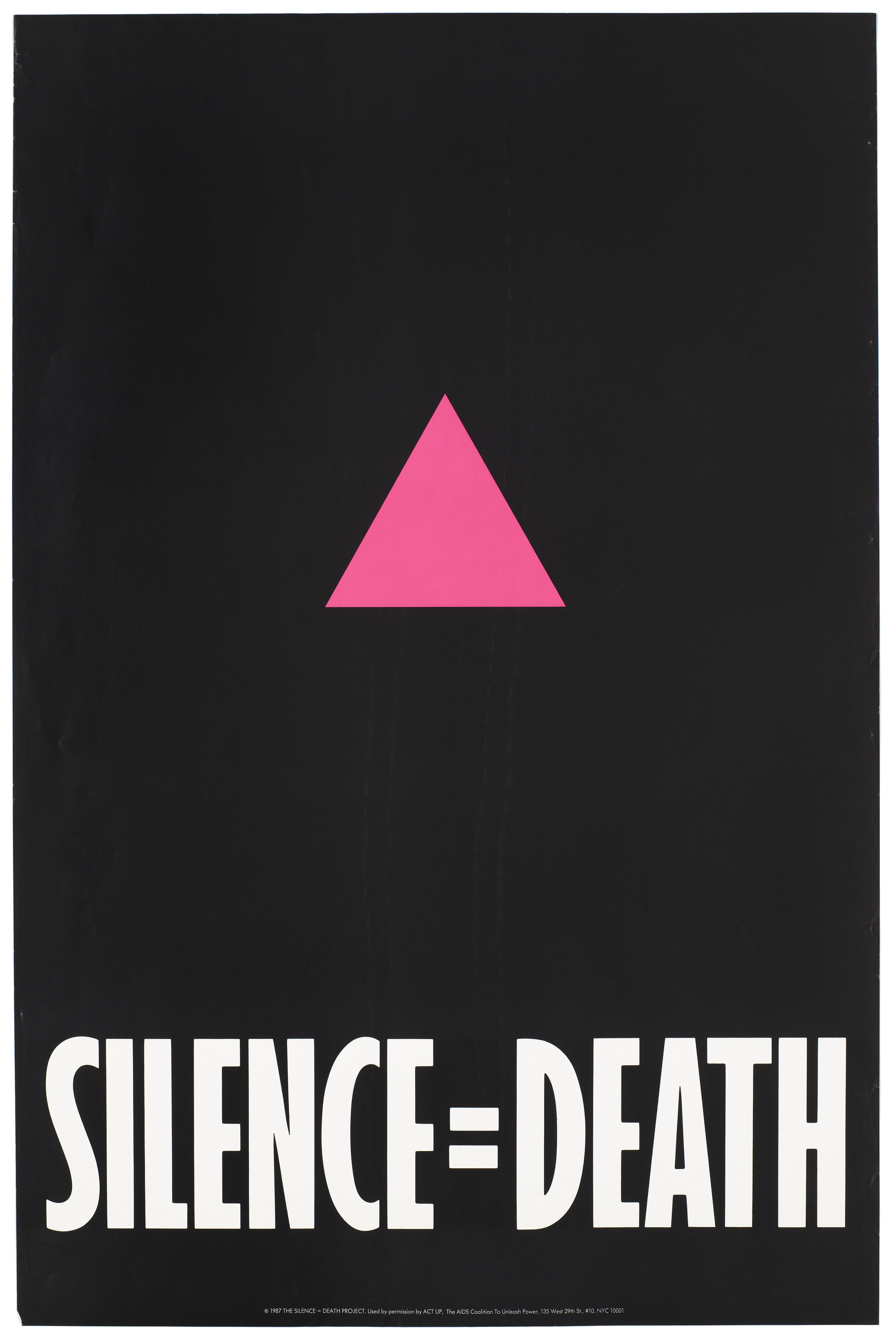
El triangle rosa amb fons negre i les paraules "Silence = Death" (Silenci = Mort) són part de la campanya d'activisme d'ACT UP.

Als Estats Units, la iconografia del triangle rosa invertit (símbol de l'orgull gai recuperat que va ser utilitzat originalment a l'Alemanya nazi per identificar els homes homosexuals als camps de concentració) i l’eslógan «Silence = Death» (Silenci = Mort) són habituals. Artistes i activistes dels primers col·lectius de lluita contra el VIH/SIDA i, posteriorment, ACT UP han fet servir aquesta imatge en cartells i adhesius distribuïts primer per Nova York i després per tot el món, especialment durant la primera onada de VIH/sida dels anys vuitanta. Actualment la combinació d’aquests dos símbols és propietat d’ACT UP i els seus membres els porten en xapes i samarretes la fan servir en altres tipus de mitjans.

### Assegudes i fer-se els morts
Durant l’acció de fer-se els morts, els manifestants s'estiraven al terra i restaven immòbils, sovint bloquejant el trànsit o els passadissos de l’església (com en l’acció duta a terme per ACT UP l’any 1989, Stop the Church) per simbolitzar totes les persones mortes a causa de la sida.
A Catalunya es van dur a terme accions similars; el dia de Tots Sants, un grup d’activistes de Barcelona van ocupar l’entrada del cementiri de Montjuïc fins al punt que les cues de gent van arribar a l’estàtua de Colom.